# Taféa
Taféa est l'une des six provinces du Vanuatu définies en 1994.
C'est la province la plus au sud du pays, principalement constituée des îles Tanna, Aniwa, Futuna, Erromango et Aneityum (dont les premières lettres forment l'acronyme Taféa), plus les îles Hunter et Matthew dont souveraineté contestée par la France, qui considère qu'elles font partie de la Nouvelle-Calédonie.
Sa population était de 32 549 habitants en 2009 pour une superficie de 1 632,17 km2. Les langues vernaculaires de la province sont les langues du sud du Vanuatu ainsi que le futuna-aniwa.
Le centre administratif régional se situe à Isangel sur l'île de Tanna.
Le code de Taféa est TAE selon la liste des subdivisions du Vanuatu.